# Matergabia
Matergabia est un esprit protecteur du foyer dans la mythologie slave, comparable à une fée.